# Влада Јована Лалошевића
Влада Јована Лалошевића је била Покрајинска влада покрајине Банат, Бачка и Барање (званичан назив је био Народна управа за Банат, Бачку и Барању) у Краљевини СХС. Формирана је 25. новембра 1918. и трајала је до 11. марта 1919. године.

## Састав Владе
| Функција                           | Слика | Име и презиме           | Странка | Детаљи     |
| ---------------------------------- | ----- | ----------------------- | ------- | ---------- |
| Председник владе                   |       | Јован Лалошевић         |         |            |
| заменик председника                |       | Петар Коњовић           |         |            |
| повереници                         |       |                         |         |            |
| Повереник за политичке послове     |       | Др Јован Лалошевић      |         |            |
| Повереник за просвету              |       | Јован Лалошевић         |         | привремени |
| Повереник за унутрашње послове     |       | Др Игњат Павлас         |         |            |
| Повереник за правосуђе             |       | Др Аугуст Рат           |         |            |
| Повереник за финансије             |       | Др Владислав Манојловић |         |            |
| Повереник за саобраћај             |       | Стеван Славнић          |         |            |
| Повереник за привреду              |       | Мита Клицин             |         |            |
| Повереник за прехрану и снабдевање |       | Др Коста Поповић        |         |            |
| Повереник за социјалне реформе     |       | Душан Тушановић         |         |            |
| Повереник за народно здравље       |       | Др Лаза Марковић        |         |            |
| Повереник за народну одбрану       |       | Душан Попов             |         |            |